# Källört
Källört (Montia fontana) är en växtart i familjen portlakväxter.

## Externa länkar

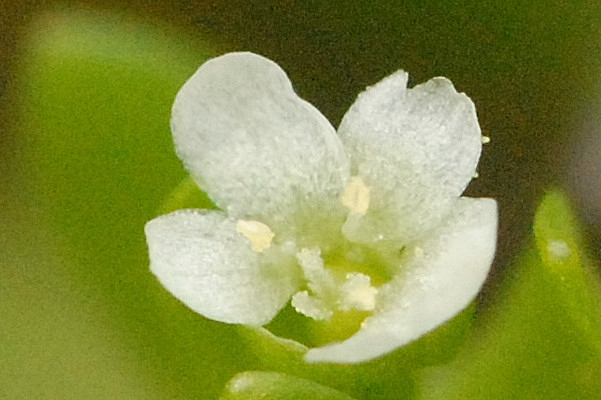